# Minčol (Malá Fatra)
Minčol (1363,9 m n. m.) je loučnatá hora v hlavním hřebeni Lúčanské Malé Fatry. Na vrcholu je umístěn velký kovový dvojkříž a nachází se zde křižovatka několika turistických cest.

## Poloha
Minčol se nachází severně od centrální, nejvyšší části Lúčanské Fatry. Nejbližšími vrcholy jižním směrem od Minčolu po hřebeni jsou Dlouhá louka (1304,9 m n. m.), kóta Zázrivá (1394 m n. m.), Krížava (1456,7 m n. m.) a Veľká lúka (1475,5 m n. m.), na které vede evropská dálková trasa E3. Na sever od vrcholu se po hřebeni nachází hora Úplaz (1301 m n. m.), odkud hlavní hřeben pokračuje do sedla Javorina (967 m n. m.) a dále ke Strečnu.
Na úpatí Minčolu se na žilinské straně nacházejí obce Višňové a Turie se stejnojmennými turisticky zajímavými dolinami. Okolí vrcholu je porostlé souvislými plochami brusnice borůvky (Vaccinium myrtillus).

### Výhledy

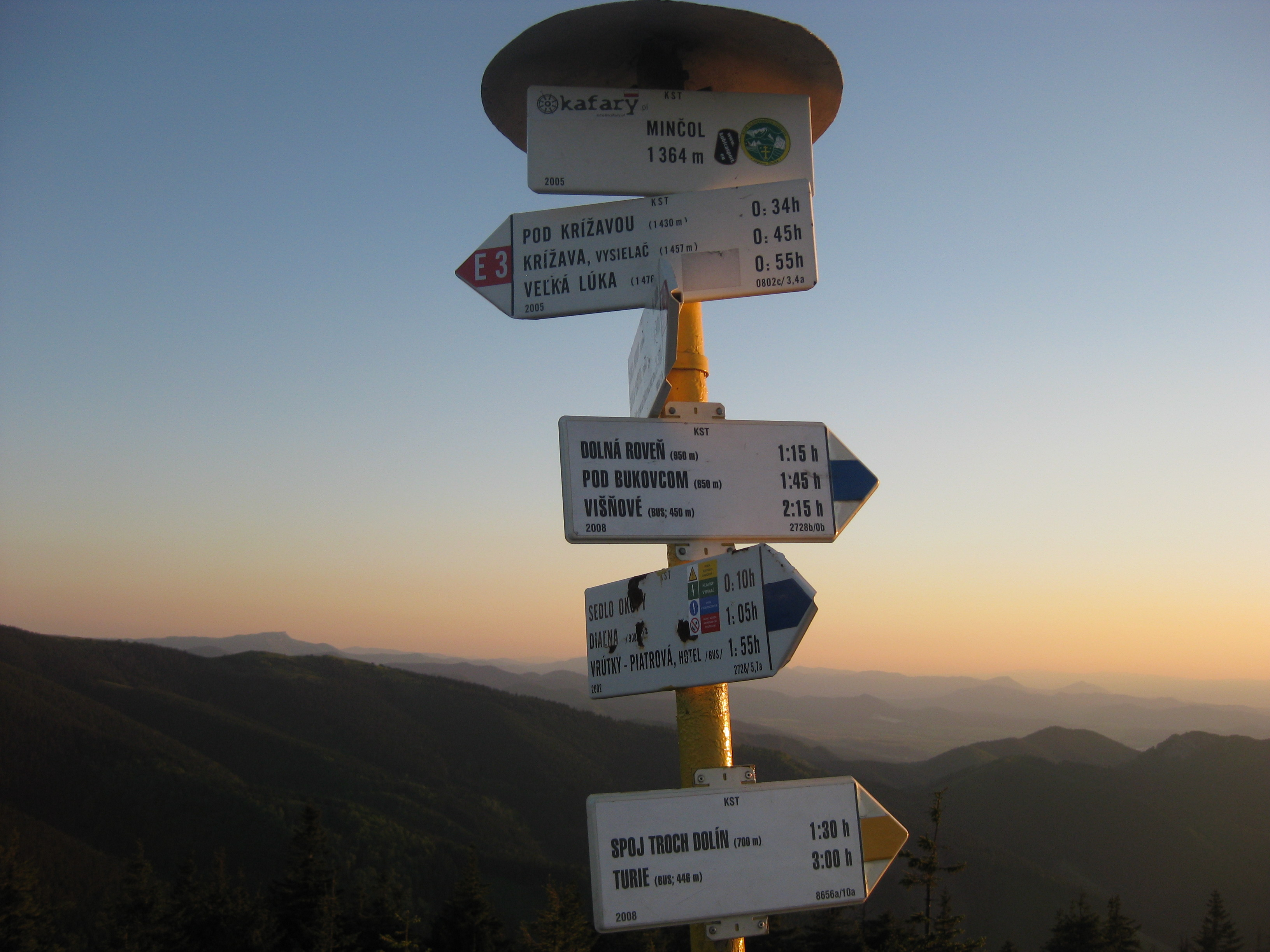
Vrchol

Z vrcholu je kruhový výhled na Žilinskou kotlinu, město Žilina, Turčianskou kotlinu, město Martin, na Malou a Velkou Fatru. Při příznivých podmínkách se projeví jeho výhodná poloha v ose horního toku řeky Váh a nižších pohoří ležících na severu a západě. Na východě tak lze dohlédnout přes Liptov ke štítům Vysokých i Nízkých Tater, vidět Veľký Choč, Oravské i Kysucké Beskydy. Na západě lze pozorovat Lysou horu či Radhošť a jihozápadním směrem lze v dálce zahlédnouz vysílač na vrcholu Velké Javořiny nad Starou Túrou.

## Památky
V okolí Minčola se během druhé světové války odehrály silné boje, čehož dokladem je i památník na úpatí kopce směrem na Strečno. Na jeho svazích jsou stále patrné pozůstatky zákopů a expozice zbraní, které se v dubnu 1945 používaly na ostřelování německých pozic v Žilinské kotlině a na osvobození samotné Žiliny.

## Přístup
- Po  značené trase E3 z Krížavy
- Po  značce ze sedla Javorina přes Úplaz
- Po  značené trase číslo 2728 z obce Višňové
- Po  značené trase číslo 2728 z Vrútek (Piatrová)
- Po  značce z obce Turie
- Po  značce z Vrútek (ATC Turiec)

## Název
Jméno Minčol je poprvé listinně doloženo už v roce 1563. Patrně zde bylo přineseno z Balkánu během valašské kolonizace. Je odvozeno z rumunského muntecel, muncel (= kopeček, pahorek).

## Galérie

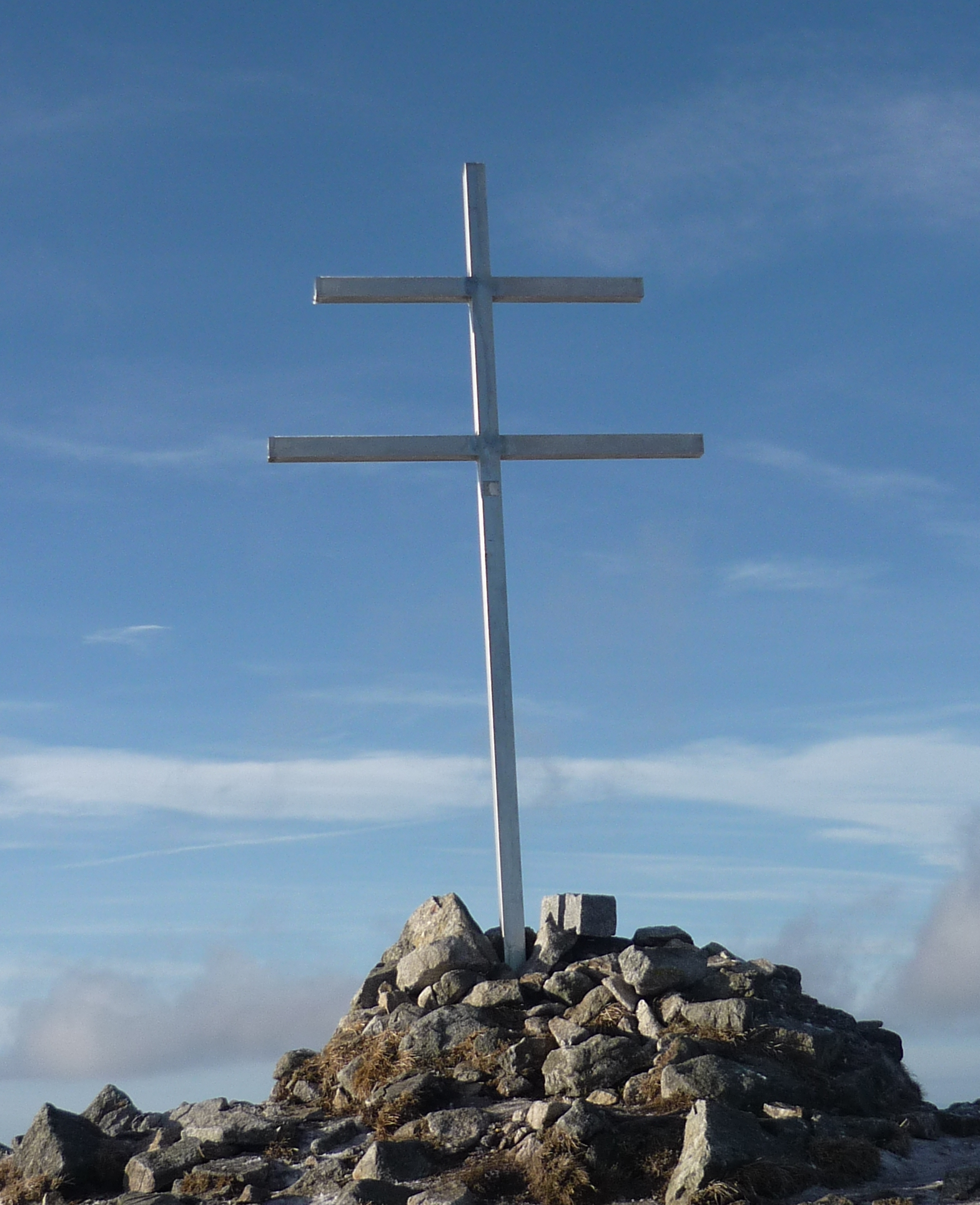
Vrcholový dvojkříž
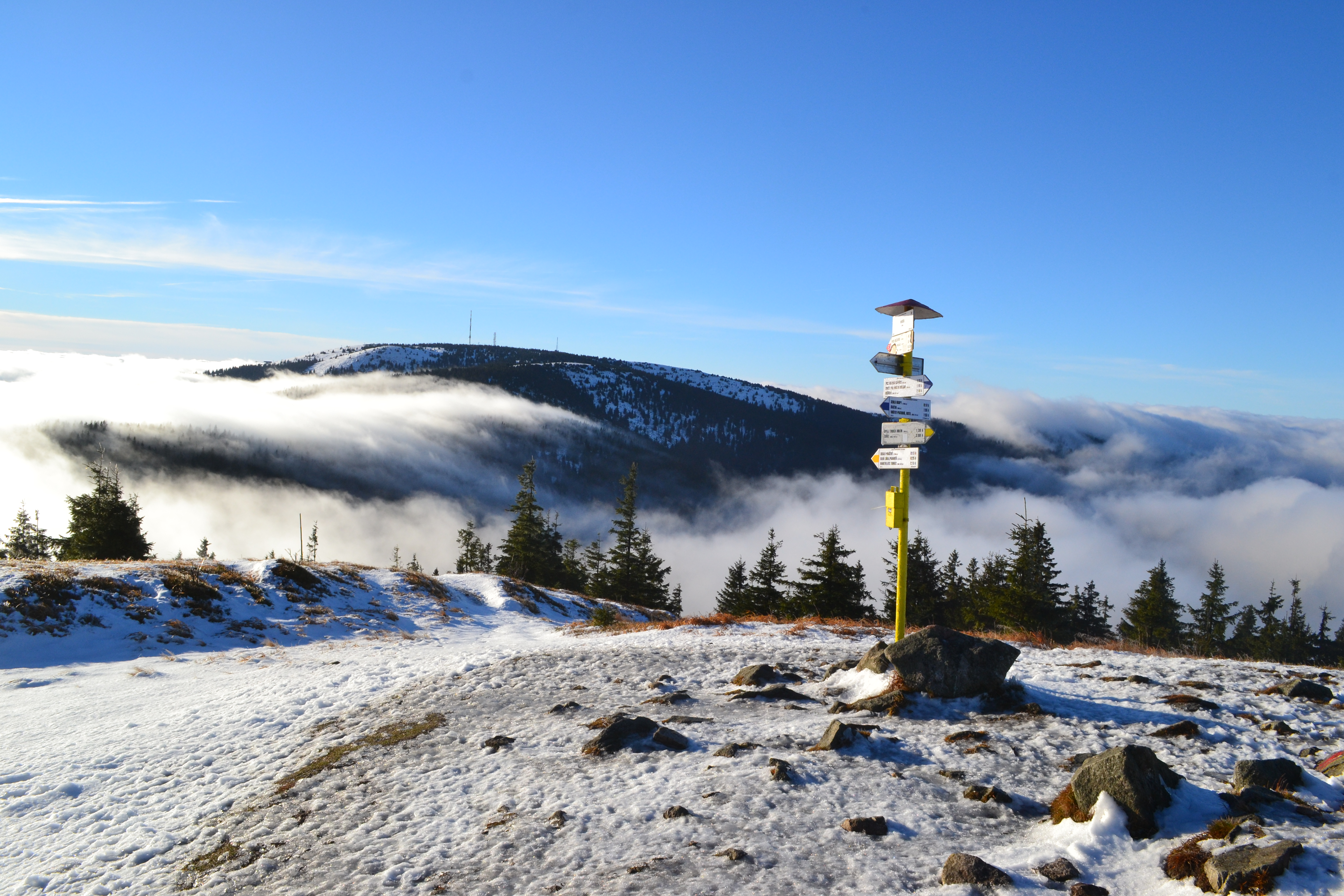
Na vrcholu Minčolu, vzadu Martinské hole
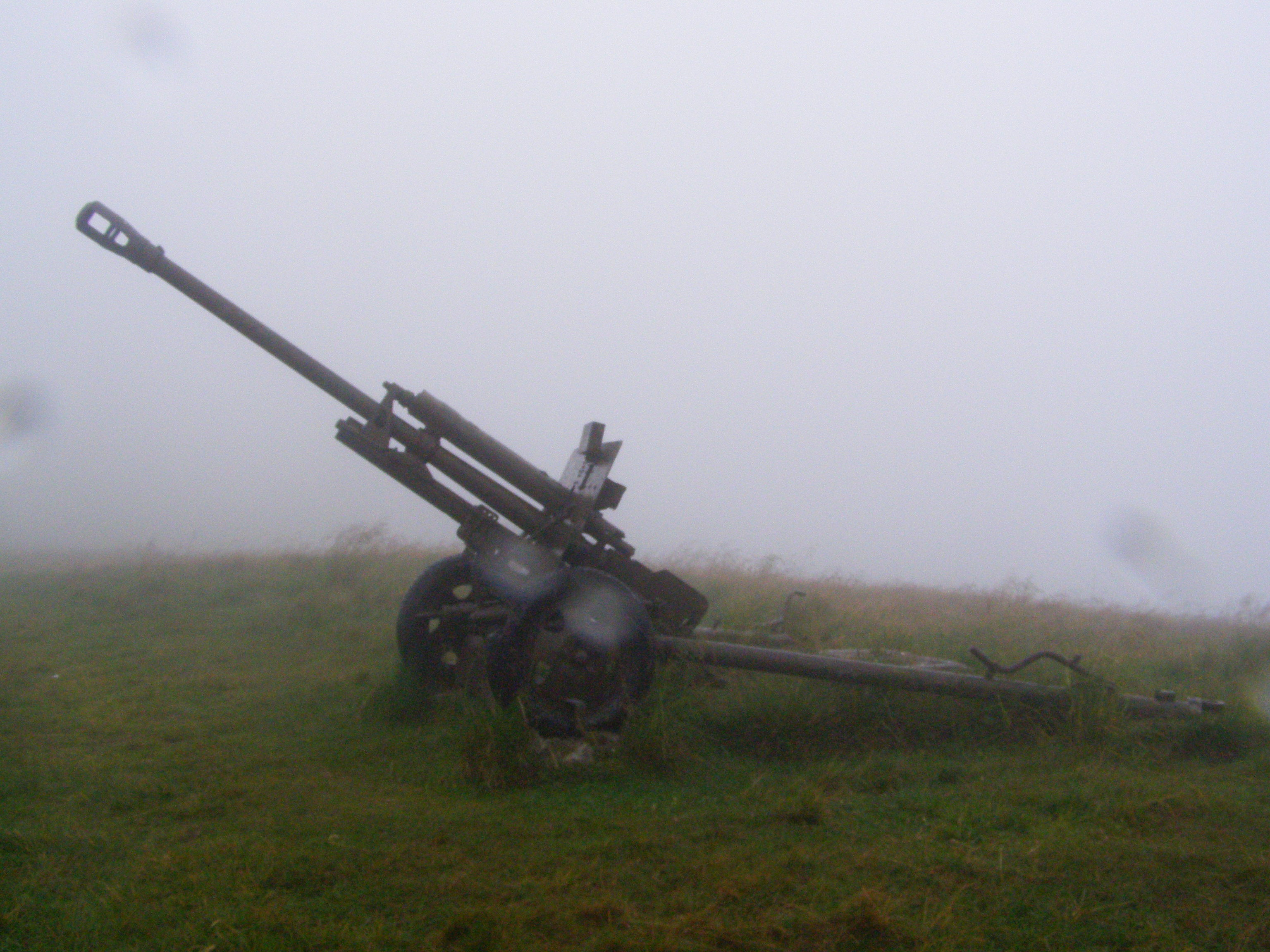
Památník pod vrcholem
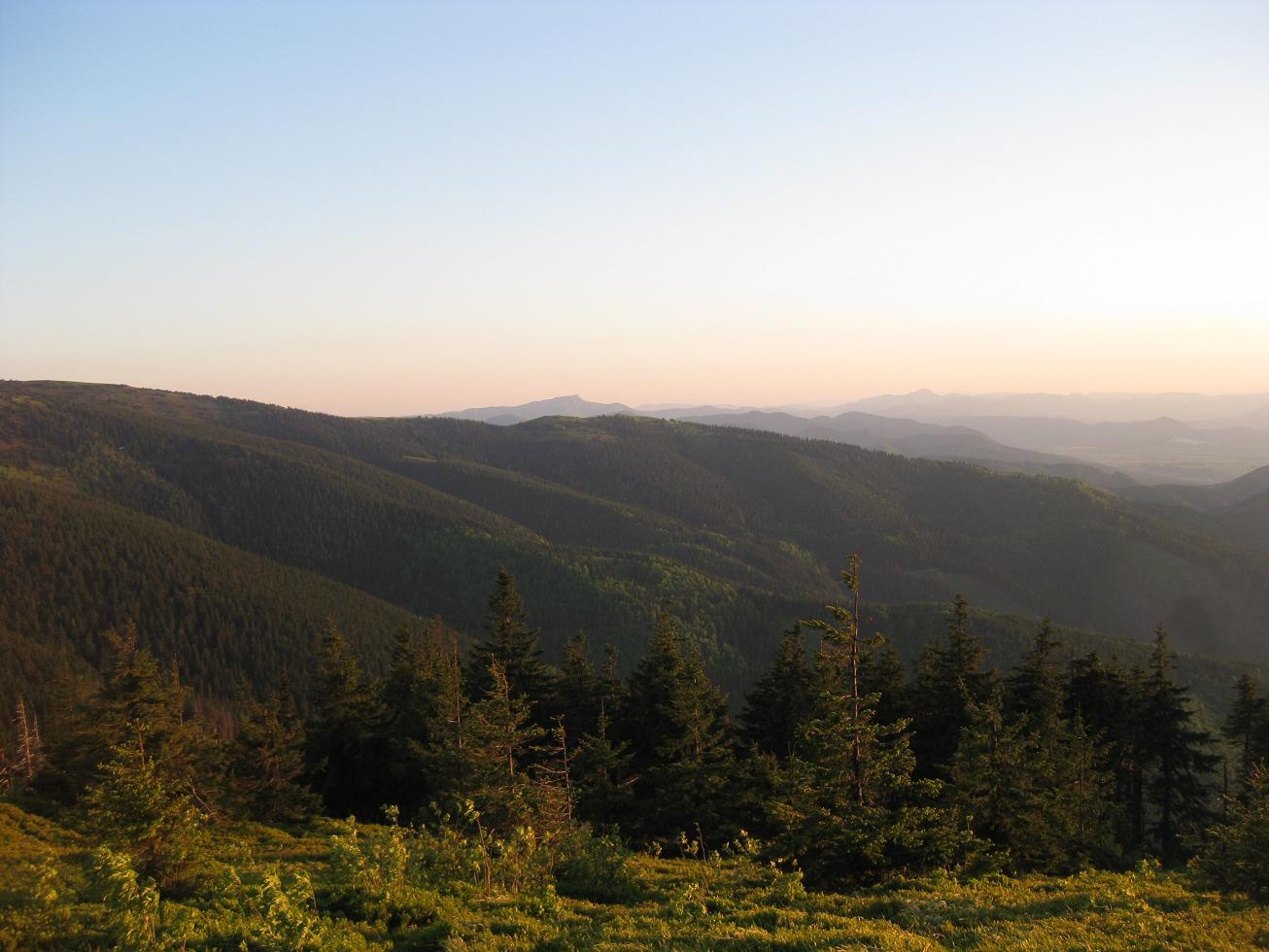
V dálce Kľak a Strážov
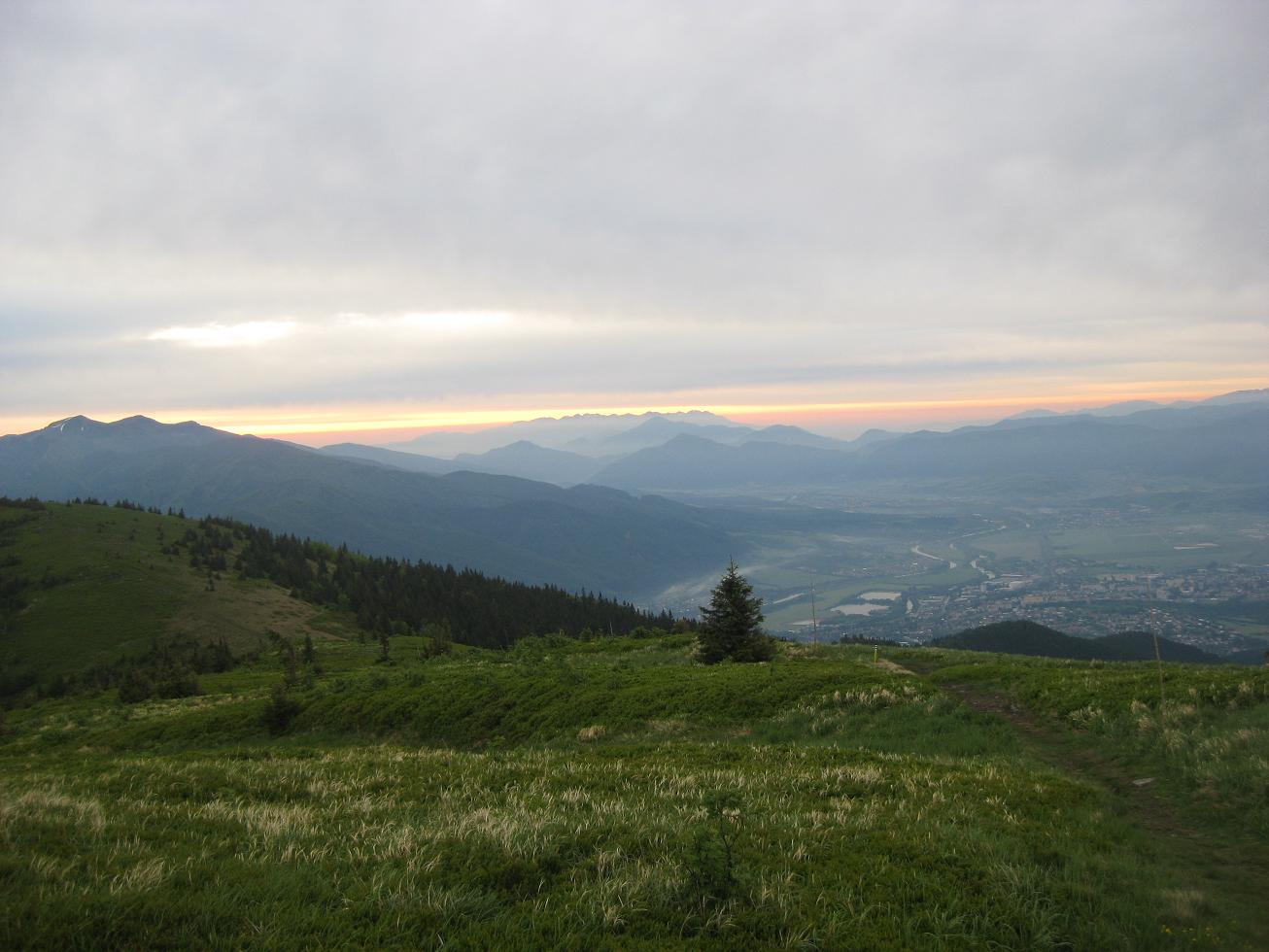
Výhled na východ až k Tatrám